# Despotat d'Épire
Pour les articles homonymes, voir Despotat et Épire (homonymie).
1204–1479
Entités précédentes :
- Empire byzantin

Entités suivantes :
- Empire ottoman

Le despotat d’Épire (en grec moderne : Δεσποτάτο της Ηπείρου) fut l’un des États grecs successeurs de l’Empire byzantin après la conquête de Constantinople et la mise en place de l'Empire latin d'Orient sur les terres principales de l'Empire byzantin par la quatrième croisade en 1204. Fondé par Michel Comnène Doukas, le nouvel État se voulut, à l’instar de l’empire de Nicée et de l’empire de Trébizonde, le successeur légitime de l’Empire byzantin. Centre de résistance et havre pour les réfugiés grecs contre les envahisseurs latins après la défaite, il ne réintégra l’empire restauré qu’en 1323. Grec par ses origines, puis italien, serbe et albanais par conquête, il tenta de maintenir son identité jusqu’à sa chute aux mains des Ottomans en 1479. Il fut le dernier état vestige de l'Empire et de la civilisation byzantine.
Centré sur la province d’Épire et l’Acarnanie, au nord-ouest de la Grèce, et sur la partie occidentale de la Macédoine grecque, il s’étendait également en une mince bande sur la Thessalie et de la Grèce occidentale jusqu’à Naupacte au sud. Sous Théodore Comnène Doukas et l’éphémère empire de Thessalonique, le despotat s’étendit pour incorporer brièvement la partie centrale de la Macédoine ainsi que la Thrace jusqu’à Didymotique et Andrinople (aujourd’hui Edirne).

## Appellation
L’Épire (littéralement « terre ferme ») byzantine recouvrait les deux provinces romaines d’Épire ancienne, depuis le golfe d’Arta et Nicopolis jusqu’à Bouthrotos (aujourd’hui Butrint en Albanie), et d’Épire nouvelle avec les villes d’Avlona, Apollonia et Dyrracheion au nord. La population était essentiellement grecque dans l’Épire ancienne et plutôt albanaise dans l’Épire nouvelle. Bien que l’on donne traditionnellement à ce territoire le nom de « despotat » et à son souverain celui de « despote », l’une et l’autre appellation sont abusives.
Ni le fondateur, Michel Ier Comnène Doukas (règne de 1205 à 1215), ni son successeur Théodore Comnène Doukas (règne de 1215 à 1230), ne portèrent le titre de « despote ». Les premiers souverains épirotes portèrent plutôt le titre d’arkon (archonte) ou simplement de kyrios (seigneur). Le premier à porter celui de despote fut Michel II ; il lui fut octroyé par son oncle, Manuel Comnène Doukas, dans les années 1230, lequel continuait à s’intituler « empereur de Thessalonique » même si cet empire avait été anéanti par le tsar bulgare Jean (ou Ivan) Asen II (règne de 1218 à 1241). Comme ce titre, le plus élevé de la hiérarchie aulique, ne pouvait être décerné que par l'empereur, c'était pour lui une façon de perpétuer l’éphémère empire fondé par son frère, Théodore. Par la suite, ce titre fut octroyé légalement par l’empereur Jean III Vatatzès et impliquait une notion de soumission féodale,. Après le XIIe siècle, le titre de despote fut traditionnellement concédé par les empereurs à des membres de la famille impériale, généralement à leurs fils envoyés gouverner un apanage dont ils percevaient les revenus et qu’ils dirigeaient de façon quasi indépendante.
Parler du « despotat d’Épire » n’est pas exact non plus, le terme de « despote » étant un qualificatif qui s’appliquait au titulaire sans impliquer de juridiction géographique. Dans le cas de l’Épire, on voit le terme de despotat associé à une entité géographique à partir du XIVe siècle dans les sources occidentales. Il fut également utilisé en Bulgarie au XIIIe siècle et en Serbie au siècle suivant,. Ni l’Épire, ni la Morée, ni les autres apanages similaires ne furent héréditaires ; l’empereur se réserva toujours le droit d’y intervenir lorsqu’il le jugeait nécessaire et renouvela l’octroi du titre à chaque souverain, lequel ne put dès lors prétendre être l’héritier de son père. Il serait donc plus logique de parler de « despote en Épire ».

## Histoire

### Création (1205-1216)

Le despotat d'Épire de 1205 à 1230.

L’État épirote fut créé en 1205 par Michel Ier Comnène Doukas. Il était le fils illégitime du sebastocrator Jean Doukas et cousin des empereurs Isaac II et Alexis III Ange. D’abord otage de Frédéric Barberousse dans les années 1190, il devint doux et anagrapheus du thème de Mylasa et Melanoudion en Asie Mineure (aujourd’hui Turquie). Tombé en disgrâce sous Alexis III (empereur de 1195 à 1203), il retourna à Constantinople alors que les croisés s’apprêtaient à en faire la conquête. Après la chute de la ville, il servit Boniface de Montferrat, mais ayant perdu la Morée (Péloponnèse) aux mains des Latins à la bataille de l’oliveraie de Kountouros, il se sépara de lui et se dirigea vers l’Épire où il prit le contrôle du thème de Nicopolis, toujours dirigé par le gouverneur byzantin Senacherim. Il renversa celui-ci et, après sa mort, épousa sa fille ou sa veuve, ce qui lui apporta des biens importants dans la région. Ayant eu soin de laisser en place les autorités locales et de respecter les biens de l’Église, il fut rapidement accepté par la population et l’Épire devint sous sa gouverne un centre de résistance contre les Latins. Bientôt les réfugiés de Constantinople, de la Thessalie et du Péloponnèse affluèrent à Arta, la capitale de la province,.
En 1209, l'empereur latin Henri de Flandre (règne 1206-1216), après avoir battu les Bulgares, marcha sur Thessalonique où il installa son frère Eustache comme gouverneur. Michel fit allégeance à l’empire sous forme d’une alliance matrimoniale, la fille de Michel épousant Eustache. Toutefois, assuré de ses positions dans les montagnes d’Épire, Michel joua ses adversaires les uns contre les autres au gré des circonstances. Afin d’ennuyer Théodore Lascaris, souverain de l’empire de Nicée, il paya la rançon de son cousin, l’empereur déposé Alexis III, et l’envoya au sultan Kay Khusraw qui désirait envahir l’empire de Nicée. Pendant ce temps, des parents de Boniface de Montferrat ayant élevé des prétentions sur l’Épire, Michel s’allia en 1210 aux Vénitiens qui s’étaient appropriés Dyrrachion et Corfou en vertu de la partition de l’Empire byzantin en 1204 et leur proposa d’administrer l’Épire en leur nom. L’alliance avec les Vénitiens ne dura guère. En 1213, Michel reprit Dyrrachion et y ajouta Corfou l’année suivante, en plus de s’emparer des ports du golfe de Corinthe. La même année, la mort du prince bulgare Strez (en) lui permit d’élargir son territoire vers la Macédoine.
Michel Ier voulut faire valoir l’indépendance de son État non seulement sur le plan politique, mais également sur le plan religieux. Réfugié à Didymotique (Thrace) après la chute de Constantinople, le patriarche œcuménique Jean X Kamateros avait refusé, soit en raison de son grand âge, soit qu’il ne voulait pas abandonner ses compatriotes, l’invitation de Théodore Lascaris de le rejoindre à Nicée, mais avait permis à ses suffragants de le faire. Après son décès en 1206, Théodore Lascaris réunit un synode à Nicée qui élit Michel IV Autorianos « patriarche œcuménique en exil à Nicée », laissant ainsi entendre que seul l’empire de Nicée était le successeur légitime de l’Empire byzantin. Michel rompit alors ses liens avec l’Église orthodoxe et fit allégeance au pape. Mais, en raison de la cruauté manifestée à l’endroit de prêtres faits prisonniers lors de l’invasion du royaume de Thessalonique, le pape Innocent III (pape 1198-1216) l’excommunia, mettant ainsi un terme à la courte alliance avec l’Église catholique.
Sa carrière devait être brutalement interrompue en 1215 lorsque Michel fut assassiné par un de ses serviteurs. Son demi-frère, Théodore, lui succéda.

### Conflits avec l’empire de Nicée et la Bulgarie (1216-1242)

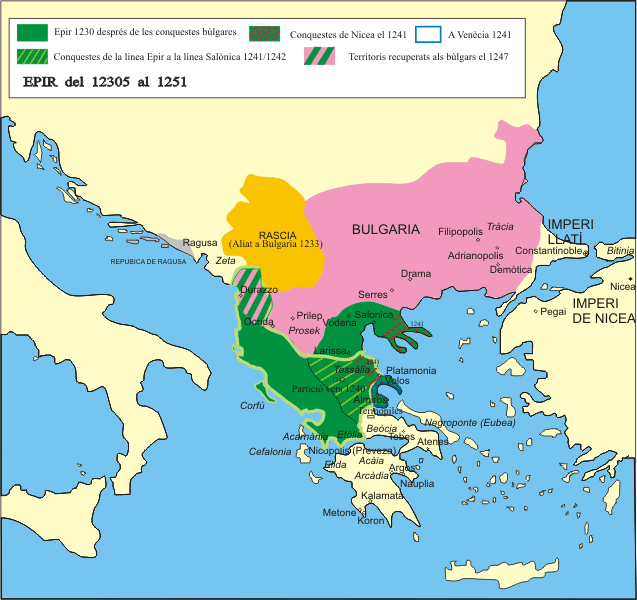
Le despotat d'Épire de 1230 à 1251.

Enfant légitime contrairement à Michel, et probablement dans la trentaine, Théodore Ier Ange Doukas Comnène (despote 1215, emp. de Thessalonique 1224-1230) avait en commun avec son frère une totale absence de scrupules. Désirant agrandir ses possessions et chasser les Latins de Thessalonique d’abord, de Constantinople ensuite, Théodore commença par mettre fin à la guerre avec les Serbes et, après avoir assuré sa frontière nord par une série d’alliances avec les Albanais, il attaqua les Bulgares auxquels il prit la ville d’Ohrid et la vallée de l’Axios (ou Vardar). Henri de Flandre, qui s’était allié aux Bulgares, marcha contre lui mais mourut à Thessalonique au printemps 1216. Son successeur, Pierre de Courtenay qui, arrivant de Rome, voulait rejoindre Constantinople par voie de terre, tomba dans une embuscade tendue par Théodore dans les montagnes l’année suivante. L’empereur désigné fut capturé de même que l’ensemble de son armée. On croit généralement que Théodore le fit exécuter, car on n’entendit plus jamais parler de l’empereur qui fut présumé mort. Après quoi Théodore se dirigea vers le sud et força les Latins à abandonner la Thessalie.
Après avoir conquis Serrès en 1221, Théodore se trouvait maitre de l’ensemble du territoire du royaume de Thessalonique, à l’exception de la ville elle-même. L’occasion allait lui être fournie avec le décès à brève intervalle de l’empereur de Nicée, Théodore Lascaris, et de celui de Trébizonde, Alexis Comnène. Refusant de reconnaitre leurs successeurs comme souverains de l’Empire byzantin, Théodore attaqua Thessalonique qui fit appel à l’empereur latin. Pris entre deux feux, le nouvel empereur Robert de Courtenay (emp. latin 1219-1228) envoya une partie de ses forces au sud aider les frères Lascaris qui, à Nicée, disputaient le trône à Jean Vatatzès (emp. 1221-1254), et l’autre partie au nord pour reprendre Serrès (Macédoine centrale) et délivrer Thessalonique. La victoire de Jean III Vatatzès à Nicée força les Latins à abandonner le siège de Serrès ; Thessalonique n’eut d’autre choix que de se rendre en 1225. Lors d’un rassemblement à Arta, les notables d’Épire acquiescèrent au projet de Théodore de se faire couronner « empereur des Romains », disputant ainsi ce titre aux empereurs de Nicée et de Trébizonde. Le haut clergé pour sa part était divisé : le métropolite de Thessalonique, fidèle au patriarche de Constantinople en exil à Nicée, refusant de couronner Théodore, celui-ci fit alors appel au métropolite Dèmètrios Chomatenos, qu’il avait promu en 1217 « métropolite d’Ohrid et de toute la Bulgarie ». Avec Jean Apokaukos, métropolite de Naupacte, et Georges Bardanès, métropolite de Corfou, les trois métropolites soutenaient que l’Empire byzantin étant tombé aux mains des croisés, le despotat d’Épire était pleinement justifié à former un État indépendant,,.

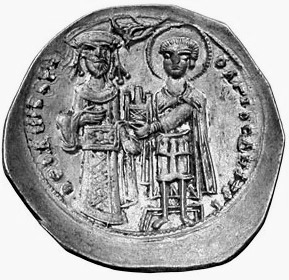
Théodore Ier en tant qu'empereur en compagnie de saint Démétrios, patron de Thessalonique.

L’éphémère « empire de Thessalonique » ne devait durer que trois ans, mais s’étendit pendant cette courte période de Dyrrachion à Andrinople et d’Ohrid au golfe de Corinthe. En 1230, Théodore décida d’attaquer la Bulgarie, espérant déposer le tsar Jean II Asen (vers 1190-1241) qui lui barrait la route de Constantinople. Mal lui en prit, car les forces bulgares défirent Théodore lors de la bataille de Klokotnitca (1230) ; Théodore fut capturé, emmené en captivité en Bulgarie et aveuglé par le tsar bulgare qui envahit la Thrace, la Macédoine (y compris Ohrid) et le Nouvel Épire. Le tsar exigea également que le pouvoir soit confié au frère de Théodore, Manuel, qui continua à porter le titre d’empereur à Thessalonique même s’il était en fait vassal du tsar bulgare et si le territoire de l’empire se réduisait aux environs de Thessalonique et à la Thessalie. Le fils de Michel Ier, qui avait été exilé après la mort de son père, Michel II Comnène Doukas, put revenir d’exil et s’installer à Arta où il devait régner sur l’Ancienne Épire jusqu’à sa mort en 1266.
Relâché en 1237, Théodore s’empara de nouveau de Thessalonique dont il chassa son frère Manuel et installa son fils, Jean Comnène Doukas (en), sur le trône. La fin était toutefois proche. En 1242, Jean III Doukas Vatatzès, maintenant solidement installé à Nicée, marcha sur Thessalonique et obligea le fils de Théodore à reconnaitre la souveraineté de l’empire de Nicée, à abandonner toute prétention au titre impérial et à reprendre son titre traditionnel de despote. L’« empire de Thessalonique » fut divisé entre les trois frères : Jean demeurait avec son père à Thessalonique, alors que l’ancien empereur Manuel obtenait la Thessalie et qu’un troisième frère, Constantin, continuait à régner en Acarnanie et Étolie. Démétrios (en), frère de Jean, lui succéda pendant quatre ans, mais fut bientôt déposé par Jean Vatatzès qui l’emmena en captivité et annexa Thessalonique à l’empire de Nicée.

### L’Épire vassal de Nicée, puis de Constantinople (1242-1267)

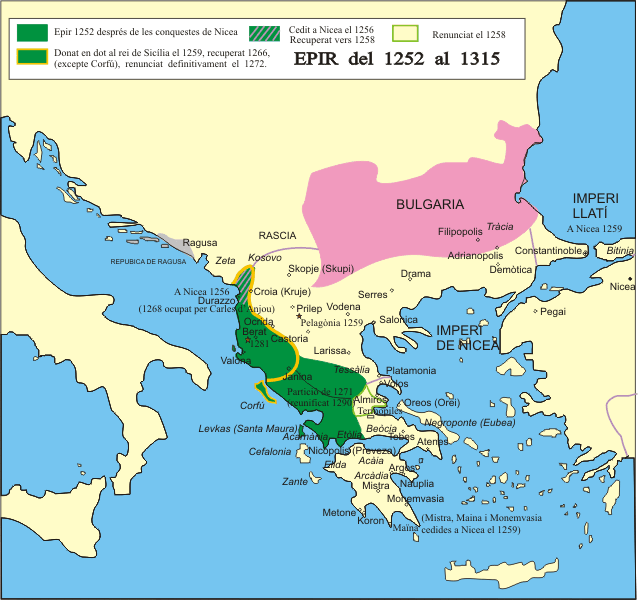
Le despotat d'Épire de 1252 à 1351.

La rivalité entre l’Épire et l’empire de Nicée ne devait pas cesser pour autant. Théodore, qui s’était retiré au château de Vodena (aujourd’hui Édesse) sur la nouvelle frontière entre l’Épire et l’empire de Nicée, encouragea Michel II Comnène Doukas (despote 1230- mort entre 1266 et 1268) à reprendre les prétentions au trône impérial en Europe. Au début, le mariage de Michel II avec une princesse de la famille impériale de Nicée lui avait permis d’établir des relations cordiales avec Jean III Doukas Vatatzès, lequel lui conféra en 1249 la dignité de despote, titre utilisé pour la première fois de façon officielle. Ces bonnes relations permirent à Jean III Vatatzès d’obtenir la neutralité de l’Épire pendant qu’il partait à la conquête de Thessalonique.
La bonne entente ne devait pas durer. En 1256, Michel II entra en conflit avec le successeur de Jean III, Théodore II Lascaris (emp. 1254-1258), qui lui avait demandé de lui remettre Dyrrachion reconquise par l’empire de Nicée. Mais pendant que l'armée épirote s'avançait vers Thessalonique, le roi Manfred Ier de Sicile (roi 1258-1266) s'emparait de Dyrrachion et de Berat. Michel II saisit l’occasion pour conclure une alliance à la fois avec Manfred de Sicile et Guillaume II de Villehardouin, prince d’Achaïe, donnant à chacun d’eux l’une de ses filles en mariage et « cédant » en dot à Manfred les villes de la côte dont celui-ci s’était déjà emparé, du cap Rodon à Buthrot, ainsi que l’ile de Corfou,,.
L’alliance entre les trois princes permit à Michel II de se sentir assez fort pour entrer en guerre contre l’empire de Nicée et se diriger vers Thessalonique, étape obligatoire vers Constantinople. L’empire de Nicée était alors affaibli par la mort de Théodore II Lascaris en août 1258, lequel laissait le trône à un enfant de huit ans, Jean IV (1258-1261). La régence fut assumée par Michel Paléologue, le futur Michel VIII (emp. 1261-1282), lequel dépêcha une armée sous le commandement de son frère, Jean Paléologue, au secours de Thessalonique. La bataille, qui devait sceller l’avenir du despotat d’Épire et ouvrir la porte au rétablissement de l’Empire byzantin se déroula en septembre 1259 à Pélagonia dans l’ouest de la Macédoine. La bataille opposant Michel II et Guillaume II aux forces nicéennes se termina par la défaite totale des coalisés : Guillaume II fut capturé et passa trois ans en prison pendant que Michel II devait se réfugier à Céphalonie chez les Orsini, qui devaient jouer un grand rôle au siècle suivant dans l’histoire du despotat.
Dans le despotat d’Épire, seuls résistaient la ville de Ioannina et le port de Vonitsa,,. S’ensuivit une trêve d’une année pendant laquelle Michel II se réconcilia avec son fils Jean de Thessalie qui l’avait abandonné sur le champ de bataille de Pélagonia et, avec lui, revint en Épire, reprit Arta, délivra Ioannina et envahit la Thessalie. Michel Paléologue ne poussa pas son avantage, ayant les yeux plutôt fixés sur Constantinople. En 1261, Michel Paléologue envoya le général Alexis Strategopoulos reconnaitre les alentours de l’ancienne capitale impériale. Celui-ci ayant remarqué l’absence de défenseurs (l’armée latine et la flotte de Venise étant partis conquérir l’ile de Daphnusie), s’empara de la ville où Michel VIII put faire son entrée triomphale trois semaines plus tard,.

### L’Épire entre Constantinople et le royaume de Naples (1267-1317)

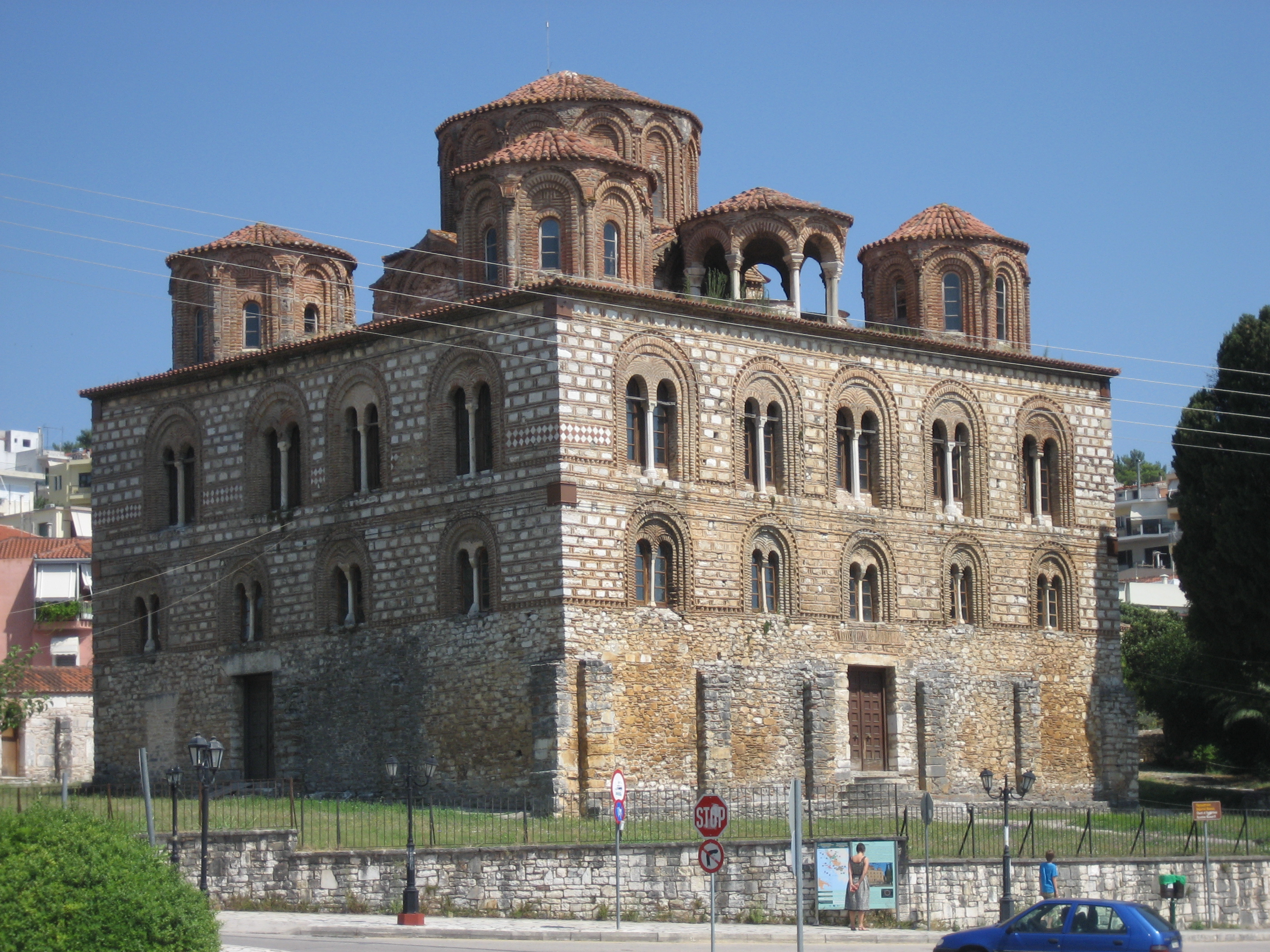
L'église Paregoretissa, cathédrale d'Arta, la capitale du despotat, construite au XIIIe siècle par Nicéphore Ier Comnène Doukas.

Ayant atteint son objectif, Michel VIII put se tourner contre l’Épire. En 1264, son armée progressa jusqu’à Thessalonique. Michel II dut céder et la paix fut scellée l’année suivante par le mariage de son fils et héritier, Nicéphore, avec la nièce de Michel VIII, Anne Paléologue Cantacuzène. Nicéphore (despote 1267-1297) reçut alors le titre de despote que seul l’empereur de Constantinople pouvait octroyer et succéda à son père en 1267 dans la « Vieille Épire » : l’Épire perdait son indépendance pour jouir d’une autonomie interne dans le cadre de l’empire. La « Nouvelle Épire » avec Dyrrachion demeura aux mains de Constantinople alors que la Thessalie fut confiée à Jean Doukas qui reçut le titre de sebastocrator (titre le plus élevé après celui de despote).
Les Latins n’avaient toutefois pas abandonné leurs prétentions sur l’Empire byzantin. Exilé, le dernier empereur latin de Constantinople, Baudouin II de Courtenay (1217-1273), avait concédé par le traité de Viterbe (1267) à Charles Ier d’Anjou (roi 1266-1285) la suzeraineté éventuelle de Corfou et de l’Épire en échange de son aide pour la reconquête de Constantinople. Charles profita de l’élection d’un pape français qui lui était favorable, Martin IV (pape 1281-1285), pour susciter une nouvelle « croisade » dirigée non plus contre les musulmans, mais contre Michel VIII, accusé de ne pas avoir mis en œuvre l’union entre les Églises catholique romaine et orthodoxe (deuxième concile de Lyon, 1274), qu’il n’avait acceptée que pour se prémunir contre une telle croisade. Charles jouissait de l’appui indirect du sebastocrator Jean de Thessalie qui avait réuni un concile anti-unioniste pour nuire à son voisin d’Épire. Croyant pouvoir reconquérir une véritable liberté, Nicéphore Ier d’Épire s’allia avec Charles d’Anjou dont il se déclara vassal et reprit Bouthrot à l’empereur pour la remettre à Charles. Après s’être emparé de Dyrrachion, avoir envahi l’Albanie et s’être emparé d’Avlona, les troupes de Charles furent battues en 1281 par celles de Michel VIII devant la forteresse de Berat ; les Vêpres siciliennes en 1282 forcèrent les Angevins à se retirer des Balkans pendant que les forces de Michel VIII s’emparaient de l’Albanie au détriment de Nicéphore,,.
La « croisade » angevine se terminait par un échec. Réaliste, Nicéphore se tourna à nouveau vers Constantinople et livra à l’empereur Andronic II (emp. 1282-1328) le bouillant Michel, fils du sebastocrator Jean, ravivant ainsi l’hostilité entre l’Épire et la Thessalie qui, comme elle, oscillait entre la soumission à Constantinople et l’alliance avec l’Occident.
Cette alliance avec Constantinople devait à nouveau être abandonnée en 1292 lorsque les troupes d’Andronic II durent fuir devant celles de Charles II d'Anjou qui avait succédé à son père et s’était allié au prince d’Achaïe, Florent de Hainaut. Une nouvelle alliance avec le royaume de Naples fut scellée cette fois par le mariage de la fille de Nicéphore, Thamar, avec le fils de Charles II, Philippe de Tarente (1278-1332), lequel revendiquait l’ensemble des « possessions angevines » en Grèce. Ayant adopté le titre de « despote de Romanie et seigneur du royaume d’Albanie », Philippe prit la tête d’une coalition contre Constantinople qui réussit en 1295 à reprendre Dyrrachion. Par ailleurs, Thamar lui apportait en dot Naupacte (Lépante) et diverses forteresses qui lui donnaient le contrôle du golfe de Corinthe et de celui d’Ambracie où était située Arta. À toutes fins pratiques, l’Épire passait sous la tutelle du royaume de Naples,,.
Nicéphore mourut en 1296, laissant comme héritier un fils mineur, Thomas. La régence fut assurée par la veuve de Nicéphore, Anne Paléologue Cantacuzène, laquelle, en raison des liens de famille, se tourna vers Constantinople. En 1304, Philippe de Tarente, devenu prince d’Achaïe après la déposition du prince Philippe de Savoie et de sa femme Isabelle de Villehardouin, exigea que Thomas lui prête hommage, ce que refusa la régente arguant que le titre de despote ayant été octroyé par l’empereur, ce dernier était dès lors le seul à qui Thomas pouvait rendre hommage. S’ensuivit une nouvelle guerre au cours de laquelle Philippe tenta de s’emparer de l’Épire. Si le territoire put résister et maintenir son indépendance, Anne dut céder à Philippe les ports de Vonitza, Naupacte et Bouthrot. Pour se prémunir contre le royaume de Naples, deux mariages furent conclus qui ramenaient théoriquement et l’Épire et la Thessalie dans l’orbite de Constantinople, celui de Thomas d’Épire avec la fille de Michel IX, Anne Paléologue, en 1307 et du sebastocrator Jean II de Thessalie avec une fille illégitime d’Andronic II. En 1312, Philippe divorça de Thamar, abandonna ses prétentions sur l’Épire et revendiqua plutôt l’Empire latin de Constantinople à titre d’héritage de sa nouvelle épouse, Catherine II de Valois, descendante du dernier empereur latin de Constantinople, Baudouin II.
Un nouveau basculement des alliances devait toutefois se produire lorsqu’Andronic II nomma Syrgiannès Philantropenos Paléologue, petit-neveu par sa mère de Michel VIII, commandant des forces militaires de Berat. Ambitieux et dénué de scrupules, celui-ci quitta Berat, s’empara de Vonitsa en 1314 et attaqua Arta en février 1315 où il dévasta les propriétés d’un marchand vénitien. Furieux de voir sa capitale ravagée par les troupes impériales, Thomas emprisonna sa femme Anne Paléologue et déclara que la paix avec Constantinople avait été rompue, à la suite de quoi l’empereur, dont les relations avec Venise étaient ainsi mises en péril, déclara Thomas rebelle et ennemi de Constantinople. En 1318, Venise interdisait à ses marchands de faire affaire avec l’Épire. Voyant sa situation politique et économique sérieusement compromise, Thomas se tourna à nouveau vers Philippe de Tarente. Philippe fut ravi de ce revirement de situation, mais ne put guère en profiter, car avant la fin de l’année Thomas était assassiné par son cousin, Nicolas Orsini de Céphalonie. Tout comme Jean II, le sébastocrator de Thessalie, il ne laissait aucun descendant : la dynastie des Comnène Doukas s’éteignait avec eux,,.

### Retour à l’autorité de Byzance (1318-1339)

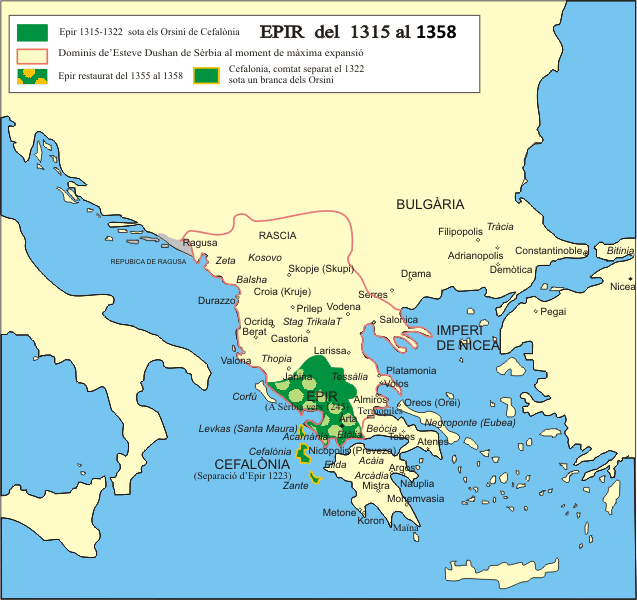
Le despotat d'Épire de 1315 à 1358.

Le comté de Céphalonie était la plus ancienne possession des Latins dans l’ancien Empire byzantin. Cette ile grecque de la mer Ionienne avait été conquise en 1185 sous Guillaume II de Sicile et échut aux Vénitiens lors du partage de l’Empire byzantin en 1204. Elle resta gouvernée après le partage par la famille Orsini qui était à sa tête depuis 1194. Cette famille avait créé des liens avec l’Épire depuis 1227 alors qu’une fille (ou nièce) de Michel Ier, Anna Theodora Angelina, avait épousé le comte Maio II. En 1318, le comte Nicolas crut le moment arrivé de s’emparer de l’Épire.
Après avoir fait assassiner son cousin Thomas, Nicolas Orsini épousa Anne, sa veuve, se convertit à la religion orthodoxe, puis fit allégeance à Andronic II qui lui conféra le titre de despote. Son territoire était réduit à Arta, la capitale, au sud de l’Épire et à l’Acarnanie, alors que Constantinople occupait Ioannina, Berat et Avlona (aujourd’hui Vlora en Albanie), que Venise détenait Dyrrachion et que Philippe de Tarente s’emparait des iles de Céphalonie, d’Ithaque et de Zakynthos. En 1323, Nicolas fut assassiné par son frère, Jean II, à qui Andronic II conféra le titre de despote à condition qu’il gouverne l’Épire en tant que domaine impérial. Les Angevins pour leur part continuaient toujours à affirmer leurs droits sur la Grèce ; leurs partisans à la cour d’Arta considéraient une alliance avec ceux-ci moins humiliante qu’une allégeance à Constantinople. Jean II fut assassiné en 1335, laissant le pouvoir à son fils mineur, Nicéphore II (despote 1335-1337 et 1356-1359), sous la régence d’Anne Paléologue qui se dit prête à accepter l’autorité de Constantinople pourvu que son fils soit reconnu comme despote. En 1337, Andronic III (1328-1341), décidé à mettre fin aux prétentions indépendantistes des États du nord, reprit le contrôle de la Thessalie en 1332-1333, mit fin à la rébellion de Syrgiannès à Thessalonique et, après avoir soumis l’Albanie, arriva en Épire à la tête d’une armée composée en partie de Turcs. Anne se vit obligée de capituler sans condition. Le despotat retournait ainsi à l’empire sous la direction d’un gouverneur (kephale) nommé par Constantinople, Jean Ange. Au terme de l’accord, Nicéphore II devait être fiancé à la fille de Jean Cantacuzène. Plutôt que de contracter ce mariage, Nicéphore s’enfuit en Italie avec l’aide de l’aristocratie désireuse de maintenir l’indépendance de l’État épirote. Il résida quelque temps à la cour de Catherine II de Valois qui tenta de faire valoir ses titres en appuyant une brève révolte dans le Péloponnèse. Andronic III revint dans le pays avec Jean Cantacuzène en 1339. Nicéphore, qui était revenu entre-temps en Épire et devait alors être âgé de quatorze ans, fut persuadé qu’il n’avait d’autre choix que de reconnaitre l’autorité du basileus. Il accepta également d’épouser Marie Cantacuzène, reçut le titre de panhypersebastos, titre quelque peu inférieur à celui de despote, et quitta l’Épire pour Constantinople avec ses beaux-parents en 1340 : l’Épire, la Thessalie et la Macédoine faisaient à nouveau partie de l’Empire byzantin. Seules Naupacte et Vonitsa en Acarnanie demeuraient possessions angevines,,,.

### L’Épire aux mains des Serbes, des Albanais et des Italiens (1340-1429)
À Constantinople, Andronic III ne devait pas survivre à sa victoire et mourut l’année suivante. Son héritier, Jean V Paléologue, n’avait que neuf ans. La guerre civile qui opposa la mère de Jean V Paléologue (1332-1391), Anne de Savoie, à l’ancien Grand Domestique d’Andronic III, Jean VI Cantacuzène (1295-1383) pour la régence devait réveiller les tendances indépendantistes en Épire, laquelle avec la Thessalie se rangea aux côtés de Jean Cantacuzène. Celui-ci nomma son cousin, Jean Ange, déjà gouverneur d’Arta, gouverneur des deux régions. C’est du reste dans le document (chrysobulle) portant sa nomination qu’apparait pour la première fois en grec le nom de despotat (despoton),.
Les Albanais qui contrôlaient déjà Berat et Avlona progressèrent vers l’Acarnanie. Pour leur part, les Serbes profitèrent de cette guerre civile pour avancer en Macédoine et dans le nord de l’Épire. Stefan Uroš IV Dušan (1308-1355), qui avait donné aide et assistance à Jean Cantacuzène au début de la guerre civile et avait adopté en 1346 le titre d’« empereur des Serbes et des Grecs », marcha sur l’Épire, l’Acarnanie et l’Étolie en 1348 pendant que son général, Preljub, occupait la Thessalie. Nicéphore II profita également de la guerre civile pour s’enfuir de Constantinople et revenir en Épire en 1356 où il régna pendant trois ans et deux mois. En dépit de succès initiaux, il mourut en tentant d’étouffer une révolte albanaise.

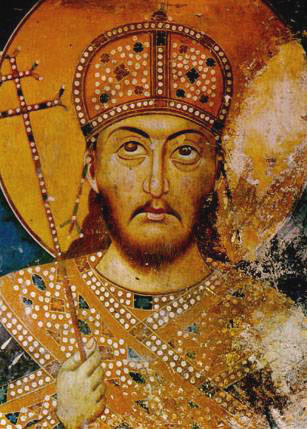
Le tsar Stefan Uroš IV Dušan à Lesnovo (Macédoine)

Divisée en un despotat d’Ioannina et un despotat d’Arta en 1348, l’Épire se fractionna après la dissolution de l’Empire serbe et la mort de Nicéphore II en de nombreux territoires où roitelets et seigneurs de la guerre serbes, albanais et italiens se combattaient mutuellement, engageant de plus en plus de mercenaires turcs dans les rangs de leurs armées. Après la mort de Stefan Dušan, l’Épire échut à son demi-frère, Syméon-Siniša Paléologue, lequel laissa la gouverne du territoire à des seigneurs albanais pendant que lui-même s’installait en Thessalie et qu'Ioannina passait à son beau-frère, Thomas Preljubović (1367-1384). Arta fut à partir de ce moment gouvernée par des Albanais : Pierre Losha de 1359 à sa mort en 1374 et Jean Spata jusqu’en 1399. Celui-ci étant mort sans héritier, le pouvoir passa à son frère, Sgouros Bua Spata, puis au petit-fils de Gjin, Maurice (ou Muriki) Spata, qui combattit Carlo Tocco jusqu’à sa mort en 1414 ou 1415,,.
Lorsque Thomas Prejulbovič mourut à Ioannina, sa veuve Maria Angelina épousa un noble aristocrate et aventurier florentin, Esau de’ Buondelmonti qui était venu en Épire comme « condottiere » et avait été emprisonné par Thomas Peljuboviċ. Il reçut les insignes de despote de Jean V en 1385. Pour combattre les Albanais, il dut chercher l’appui des Ottomans dont il devint le vassal l’année après avoir juré fidélité à l’empereur byzantin. Pendant ce temps grandissait dans la région le pouvoir d’un autre Italien, Carlo Tocco, fils et successeur du comte de Céphalonie, Leonardo. À la mort d’Esau, les habitants d’Ioannina appelèrent Carlo à leur secours pour les défendre à la fois contre les Albanais et les Turcs dont l’avance progressait depuis la bataille de Kosovo en 1389. En 1415, Carlo réussit à s’emparer d’Arta et reçut de l’empereur Manuel II (emp. 1391-1425) le titre de despote. Les despotats d’Ioannina et d’Arta étaient ainsi réunifiés ; à ceux-ci s’ajoutaient l’Acarnanie et les iles de Céphalonie, Ithaque, Zante et Leucade que Tocco contrôlait déjà. En 1417, les Ottomans s’emparaient de Vlora, Kanina, Berat et Gjirokastra, gouvernant ainsi le reste de l’Épire,.

### La conquête turque (1429-1479)
Carlo Tocco fut le dernier despote d’une Épire réunifiée. Lorsqu’il mourut en 1429, ses possessions furent partagées entre sa veuve, le fils de son frère Léonardo (Carlo II) et trois de ses fils illégitimes. Carlo II Tocco (1429-1448) demeura seigneur (et non plus despote) d’Arta et des Iles, mais dut se reconnaitre vassal des Turcs tout comme les habitants de Ioannina où l’évêque et les édiles municipaux se rendirent en 1430 à Sinan Beg, beglerbeg de Roumélie, pour conserver leurs privilèges. Arta suivit en 1449, Angelokastron en 1460 et finalement Vonitsa en 1479. La famille Tocco dut se replier sur les iles d’où était partie leur aventure en Grèce continentale ; le despotat d’Épire avait vécu,.

## Survol historique
| Évènements marquant de l’histoire de l’Épire. | Évènements marquant de l’histoire de l’Épire. |
| --------------------------------------------- | --- |
| Avril 1204                                    | Les croisés s’emparent de Constantinople. Chute et partition de l’Empire byzantin. |
| Automne 1204                                  | Michel Comnène Doukas prend le pouvoir à Arta et fonde l’État d’Épire. |
| 1212                                          | Conquête d’une partie de la Thessalie lors d’une guerre contre le royaume latin de Thessalonique. |
| 1213-1214                                     | Guerre contre la république de Venise. Les Épirotes conquièrent Dyrrachion et Corfu. |
| 1214                                          | Expansion en Macédoine. Prise d’Ohrid. |
| Début 1215                                    | Assassinat de Michel Ier. Son frère lui succède. Théodore Il pousse son neveu Michel II à l’exil. |
| 1216                                          | Dèmètrios Chomatianos devient archevêque d’Ohrid. |
| 1217                                          | Capture et assassinat de l’empereur latin désigné, Pierre de Courtenay. |
| 1217-1224                                     | Guerre de conquêtes de Théodore en Macédoine. |
| décembre 1224                                 | Prise de Thessalonique. Fin des possessions latines sur la côte nord de la mer Égée. |
| 1225                                          | Théodore prend le titre impérial et se fait couronner par le métropolite Dèmètrios Chomatianos avant de se diriger vers la Thrace et de s’emparer d’Andrinople ; grande extension de l’État épirote ; alliance avec les Bulgares.    |
| 1230                                          | Théodore se retourne contre les Bulgares et subit la défaite lors de la bataille de Klokotnitca ; le despote est emprisonné et son État divisé : Épire, Thessalonique, Thessalie et Acarnanie. En Épire, Michel II prend le pouvoir. |
| 1241                                          | Grâce à un héritage, Michel II ajoute la Thessalie de façon pacifique à son État. |
| 1251                                          | Démêlés militaires avec l’empire de Nicée qui est en passe de devenir l’État le plus puissant de la région ; combats pour la Macédoine septentrionale, l’Albanie moyenne et la Thessalie.                                            |
| 1257                                          | Manfred de Sicile attaque l’Épire. Il s’empare de Corfou et de plusieurs autres ports et fortifications dans le nord du pays. |
| 1259                                          | Après la bataille de Pélagonia, l’Épire est définitivement surpassé par son concurrent grec, l’empire de Nicée, et ne sera plus qu’une petite puissance.                                                                             |
| Juillet 1261                                  | L’empereur Michel VIII Paléologue conquiert Constantinople et ressuscite l’Empire byzantin. L’Épire demeure un État indépendant. |
| 1268                                          | Mort de Michel II et division de la succession. Son fils Nicéphore Ier lui succède en Épire. Son demi-frère, Jean, hérite de la Thessalie.                                                                                           |
| Après 1268                                    | Démêlés et changements d’allégeance avec les rois angevins de Naples et l’Empire byzantin ; perte de la plupart des territoires au nord d’Ioannina.                                                                                  |
| 1297                                          | Mort de Nicéphore Ier ; son fils mineur, Thomas, lui succède. |
| Début du XIVe siècle.                         | Des tribus albanaises s’infiltrent en Épire ; de nombreux Albanais s’enrôlent dans l’armée épirote. |
| 1318                                          | Nicolas Orsini, comte de Céphalonie, assassine son oncle Thomas et se proclame souverain d’Épire. |
| 1323                                          | Nicolas est assassiné par son frère Jean qui lui succède mais perd Céphalonie. |
| 1335                                          | Mort de Jean. Son fils mineur, Nicéphore II, lui succède. |
| 1340                                          | L’empereur Andronic III défait Nicéphore II et transforme l’Épire indépendante depuis un siècle en province byzantine. |
| 1348                                          | Le tsar serbe Étienne Dušan conquiert l’Épire. Il en confie le gouvernement à son demi-frère, Siméon Uroš. |
| 1355                                          | Mort d’Étienne Dušan et désintégration de la Serbie. La confusion qui s’ensuit permet à Nicéphore II de reprendre le pouvoir. |
| 1359                                          | Nicéphore II tombe au combat contre les Albanais qui instaurent des gouvernements indépendants à Arta, Lépante et Angelokastron. Siméon reprend le pouvoir à Ioannina.                                                               |
| 1366                                          | Thomas Preljubović devient gouverneur de Ioannina et après la mort de Siméon en 1370 devient seul souverain. |
| 1385                                          | Esau Buondelmonti devient despote à Ioannina. Il est le premier prince épirote à être vassal du sultan alors que s’étend le pouvoir des Ottomans.                                                                                    |
| 1417-1479                                     | L’Épire est progressivement intégrée à l’Empire ottoman. |

## Les souverains d’Épire
Dynastie des Comnène Doukas
- Michel Ier Comnène Doukas (1205-1214)
- Théodore Comnène Doukas (1214-1230), empereur à Thessalonique (1225-1227)
- Michel II Comnène Doukas (1230-1271)
- Nicéphore Ier Comnène Doukas (1271-1297)
- Thomas Ier Comnène Doukas (1297-1318)

Dynastie des Orsini
- Nicolas Orsini (1318-1323)
- Jean II Orsini (1323-1335)
- Nicéphore II Orsini (1335-1337 et 1356-1359)

Dynastie des Nemanjiċ
- Siméon Uroš Paléologue (1359-1366), « empereur des Serbes et des Grecs »
- Thomas Preljubovic (1367-1384), despote
- Marie Angelina Doukas Paléologue (1384-1385), « basilissa »

Dynastie des Buondelmonti
- Esaù de' Buondelmonti (1385-1411)
- Giorgio de' Buondelmonti (1411)

Dynastie des Tocco
- Charles Ier Tocco (1411-1429)
- Charles II Tocco (1429-1448), chute de Ioannina 1430
- Léonard Tocco (1448-1479), chute d’Arta 1449 et d’Angelokastron 1460.